# Chiesa di San Biagio (Bieno)
La chiesa di San Biagio è la parrocchiale di Bieno in Trentino. Risale al XVI secolo.

## Storia

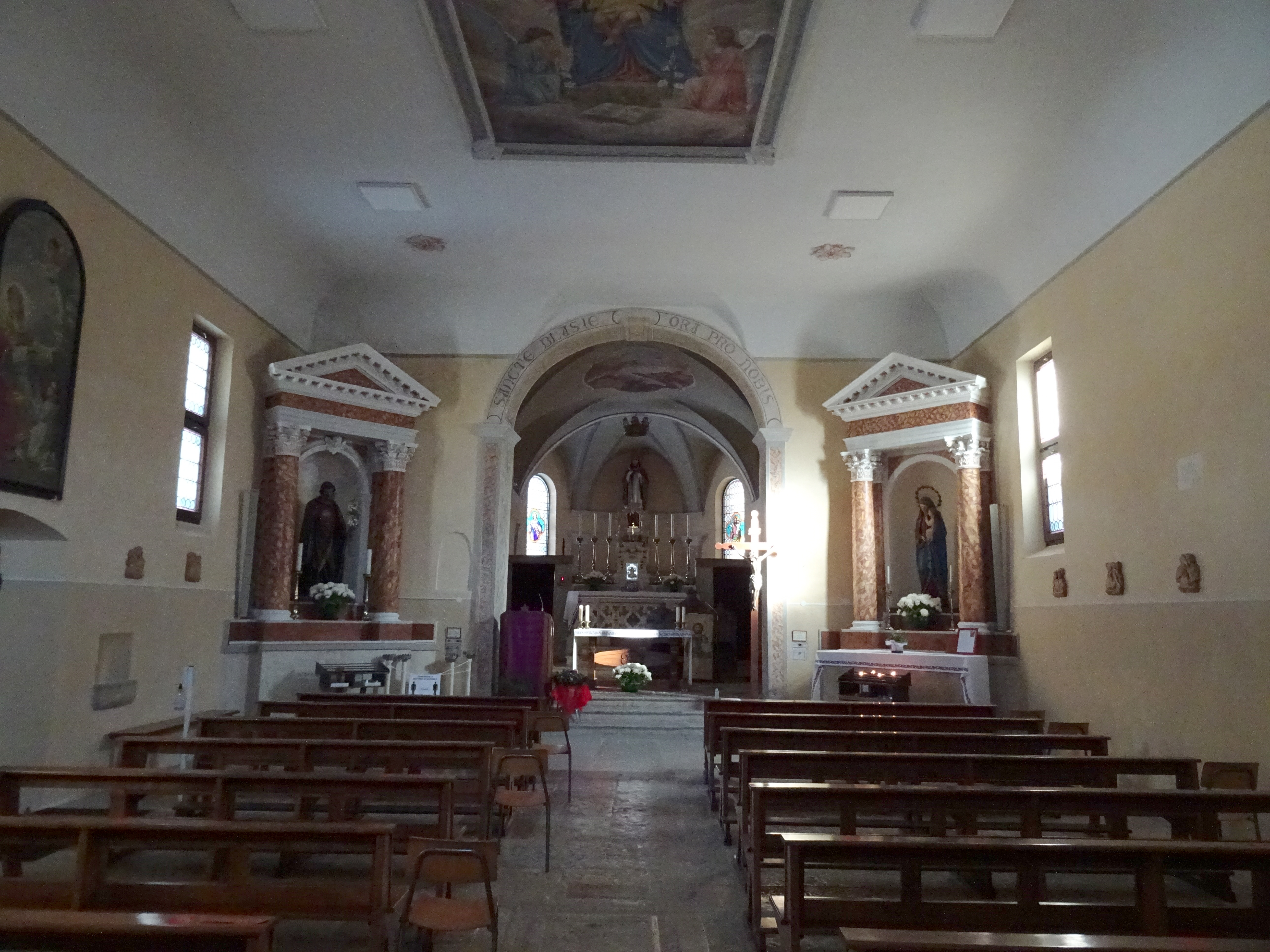
Interno

La prima citazione documentale della chiesa di Bieno, quando la sua dedicazione era ancora per i Santi Biagio e Giorgio, risale ad una visita pastorale del 1531. Dopo quella data e prima della visita pastorale successiva del 1533 l'edificio fu oggetto di ristrutturazione ed ampliamento, seguiti dalla consacrazione dell'altar maggiore.
Ottenne la concessione del fonte battesimale nel 1576 e a partire dalla fine del secolo venne eretta la torre campanaria. Nel 1599 venne elevata a dignità curiaziale. Nei primi anni del XVII secolo vennero ulteriormente ampliate sia la chiesa sia la sacrestia inoltre fu rinnovata la pavimentazione della sala.
Attorno alla metà del secolo successivo fu l'abside ad essere interessata da un ampliamento con un nuovo coro e un altare in marmo. 
Nel 1786, sotto l'aspetto della giurisdizione ecclesiastica, entrò a far parte della diocesi di Trento lasciando quella di Feltre.
Nel XIX secolo, nel 1840, fu oggetto di una nuova ristrutturazione e il vescovo di Trento Giovanni Nepomuceno de Tschiderer la consacrò con cerimonia solenne. Pochi anni dopo il camposanto attorno alla chiesa cessò di essere usato.
Con i primi anni del XX secolo vi fu un ampliamento dovuto alla costruzione di una nuova sacrestia, e nello stesso momento si pose mano al presbiterio e alle sue vetrate. Ottenne dignità parrocchiale dal 1914.
Nel 1945 la volta della navata fu arricchita di un grande dipinto murale, attribuito a Luigi Bizzotto.
Nel biennio 1979-1980 e poi tra il 2003 e il 2008 è stata oggetto di restauri e manutenzione. Negli ultimi interventi sono state recuperate parti di antichi affreschi del XVI secolo.

## Descrizione
L'antica chiesa di San Biagio è posta in posizione dominante ed isolata sull'abitato di Bieno.
Il suo orientamento è verso est.
La facciata è molto semplice, a capanna con copertura a due spioventi. Il portale con architrave è sormontato da una finestrella lunettata e in alto è presente un piccolo oculo.
Il campanile ha una copertura apicale a piramide.
La navata è unica coperta e la zona presbiteriale è leggermente rialzata.